# سنترالیا (میزوری)
سنترالیا (به انگلیسی: Centralia) یک شهر در ایالات متحده آمریکا است که در میزوری واقع شده‌است. سنترالیا ۷٫۳۶ کیلومتر مربع مساحت و ۴٬۰۲۷ نفر جمعیت دارد و ۲۶۹ متر بالاتر از سطح دریا واقع شده‌است.